# Argentavis
Argentavis is een uitgestorven monotypisch geslacht van roofvogels, behorend tot de Teratornithidae, dat voorkwam in het Laat-Mioceen. De enige soort, Argentavis magnificens is een van de grootste vliegende vogels ooit. Fossielen werden gevonden in Argentinië, vandaar de naam. Argentavis magnificens wordt soms de zilverarend genoemd.

## Fossiele vondsten
De soort is bekend van fossiele vondsten uit de Epecuén- en Andalhualá-formaties in de Argentijnse provincie La Pampa, daterend uit het Laat-Mioceen (SALMA Huayquerian, 6-8 miljoen jaar geleden). Van Argentavis zijn delen van de poten, delen van de schouder en een onderkaak gevonden.

## Beschrijving
Voorheen werd de spanwijdte van Argentavis geschat op 7 tot 8 meter, maar tegenwoordig wordt dit niet meer als realistisch gezien. Een spanwijdte van 5 tot 5,5 meter is waarschijnlijker met 6 meter als maximum. Deze roofvogel was 1,5 tot 1,8 meter hoog, 3,5 meter lang en ongeveer 70 tot 80 kg zwaar. De mondopening zal wijd genoeg zijn geweest voor het doorslikken van haasgrote zoogdieren, zoals kleine gordeldieren en kleinere notoungulaten zoals Paedotherium.